# Martín Portillo
Martín Portillo est un harpiste paraguayen né le 26 juillet 1970. Il joue de la harpe paraguayenne.